# اوکامی
اوکامی (به ژاپنی: 大神) یک بازی ویدئویی به سبک اکشن-ماجراجویی است که توسط کلاور استودیو توسعه یافته و شرکت کپ‌کام آن را منتشر کرده‌است. اوکامی در سال ۲۰۰۶، برای کنسول پلی‌استیشن ۲ در ژاپن و آمریکا و سال ۲۰۰۷ در اروپا و استرالیا عرضه گردید. نسخه نینتندو وی آن نیز توسط ردی اَت دان در سال ۲۰۰۸ منتشر گردیده‌است. نسخه با گرافیک اچ‌دی بازی نیز در اکتبر سال ۲۰۱۲ برای کنسول پلی‌استیشن ۳ از طریق پی‌اس‌ان در دسترس قرار گرفت که از قابلیت پلی‌استیشن موو نیز پشتیبانی می‌کند. نسخهٔ سازگار شده از این عنوان نیز در دسامبر ۲۰۱۷، برای پلتفرم‌های مایکروسافت ویندوز، پلی‌استیشن ۴، و ایکس‌باکس وان، در اوت ۲۰۱۸ برای کنسول نینتندو سوئیچ، و آوریل ۲۰۲۲ برای سرویس بازی ابری آمازون لونا منتشر شد.
اوکامی در زمان تاریخ کلاسیک ژاپن اتفاق می‌افتد و ترکیبی از افسانه‌های اسطوره‌شناسی ژاپنی و فولکلور است که داستان نجات پیداکردن زمین از تاریکی به دست ایزدبانوی خورشید در آئین شینتو، آماتراسو که خود را به شکل یک گرگ سفید درآورده است.

## خلاصه داستان
بازی در سرزمین نیپون (ژاپن) رخ می‌دهد و بر اساس فولکلور ژاپنی ساخته شده است. داستان با روایتی از صد سال پیش آغاز می‌شود، زمانی که گرگ سفید شیرانوی و شمشیرزنی به نام ناگی، هیولای هشت‌سر اروچی را در غاری مهر و موم کردند تا روستای کامیکی و معشوقه ناگی به نام نامی را نجات دهند.
در زمان حال بازی، نواده ناگی به نام سوسانو که خود را بزرگ‌ترین جنگجو می‌خواند، افسانه ناگی را باور ندارد و اروچی را آزاد می‌کند. اروچی فرار می‌کند و با نفرین خود سرزمین‌ها را آلوده می‌کند، حیات را از نیپون می‌مکد. ساکویا، روح محافظ روستای کامیکی، آماتراسو را که به شکل شیرانوی تجسم یافته، بیدار می‌کند و از او می‌خواهد تا نفرین سرزمین را برطرف کند. آماتراسو به همراه ایسون (موجودی یک اینچی از نژاد پونکل که نقاش است) سفر خود را برای بازگرداندن سرزمین به حالت عادی آغاز می‌کند.
در طول سفر، آماتراسو و ایسون با واکا روبرو می‌شوند؛ فردی زیبا، عجیب و قدرتمند که به نظر می‌رسد توانایی پیش‌بینی آینده را دارد و آن‌ها را برای مقاصد مرموز خود دست می‌اندازد. علاوه بر این، آماتراسو چندین خدای آسمانی را در صورت‌های فلکی پیدا می‌کند که قدرت‌های قلم موی آسمانی خود را به او می‌بخشند تا در مأموریتش به او کمک کنند.

## بازتاب‌ها
| گردآورنده  | امتیاز             |
| ---------- | ------------------ |
| گیم‌رنکینگز | ۹۲٫۶۵٪ ۹۰٫۰۲٪ (وی) |
| متاکریتیک  | ۹۳/۱۰۰             |

| ناشر         | امتیاز |
| ------------ | ------ |
| وان‌آپ.کام    | ۹/۱۰   |
| فامیتسو      | ۳۹/۴۰  |
| گیم اینفورمر | ۹٫۵/۱۰ |
| گیم‌پرو       | ۵/۵    |
| گیم رولیشن   | A      |
| گیم‌اسپات     | ۹/۱۰   |
| گیم‌اسپای     | ۵/۵    |
| آی‌جی‌ان       | ۹٫۱/۱۰ |
| ام! گیمز     | ۸۹/۱۰۰ |

اوکامی مورد تحسین منتقدین قرار گرفت و نسخه پلی‌استیشن ۲ آن به ترتیب با امتیاز کل ۹۲٫۶۵٪ و ۹۳ از ۱۰۰ در وبگاه‌های گیم‌رنکینگز و متاکریتیک قرار دارد. همچنین این بازی عنوان بهترین بازی سال ۲۰۰۶، در وبگاه آی‌جی‌ان را به خود اختصاص داده‌است.